# The Babe
The Babe és una pel·lícula estatunidenca d'Arthur Hiller estrenada el 1992.

## Argument
Carrera del jugador de beisbol Babe Ruth des de la seva infantesa fins a la seva jubilació.

## Repartiment
- John Goodman: Babe Ruth
- Kelly McGillis: Clare Hodgson Ruth
- Trini Alvarado: Helen Woodford Ruth
- Bruce Boxleitner: Joe Dugan
- Peter Donat: Harry Frazee
- James Cromwell: Frère Mathias
- J.C. Quinn: Jack Dunn
- Joe Ragno: Miller Huggins
- Richard Tyson: Guy Bush
- Ralph Marrero: Ping
- Robert Swan: George Ruth Sr.
- Bernard Kates: Coronel Jack Ruppert
- Michael McGrady: Lou Gehrig
- Stephen Caffrey: Johnny Sylvester
- Gene Ross: Germà Paul

## Rebuda
Molts personatges són complexos, en particular el personatge de Jumpin' Joe Dugan, interpretat per Bruce Boxleitner. Almenys dues dones de Ruth - Trini Alvarado com Helen, que pateix molts pecadets de Babe i mor en estranyes circumstàncies, i Kelly McGillis, com Claire, que manté Babe amb una corretja molt curta, es representen amb un mínim de precisió. Les seqüències de beisbol són ben gestionades (encara que podrien haver a càmera lenta), mentre que l'antiga partitura musical d'Elmer Bernstein està a to amb l'enfocament de la pel·lícula.